# Cantonul Hyères-Est
Cantonul Hyères-Est este un canton din arondismentul Toulon, departamentul Var, regiunea Provence-Alpes-Côte d'Azur, Franța.

## Comune
- Hyères (parțial)